# Horizon Zero Dawn
Horizon Zero Dawn (с англ. — «Горизонт: Новый рассвет») — компьютерная игра в жанре action/RPG, разработанная нидерландской студией Guerrilla Games, изданная Sony Interactive Entertainment для игровой консоли PlayStation 4 в 2017 году и портированная на PC в 2020 году. Действие сюжета игры происходит в будущем, в постапокалиптических США, где господствует первозданная природа и опасные звероподобные роботы, в то время как привычный нам жизненный уклад уничтожен, а немногие люди живут в первобытных племенах. Главная героиня — молодая охотница Элой — является изгоем из своего племени, а обстоятельства рождения этой девушки окутаны тайной. После того, как на племя нападают неизвестные враги, Элой отправляется в путешествие, чтобы найти ответы на вопросы о причинах этого нападения, о своём происхождении и о том, почему мир стал таким, какой он есть. В Horizon Zero Dawn реализован открытый мир, и Элой исследует его, посещая поселения разных племён, заброшенные руины людей прошлого и загадочные высокотехнологичные постройки. С помощью копья, лука и разнообразного арсенала дополнительных средств Элой охотится на механических зверей. Боевая система поощряет игрока выбирать собственную стратегию, которая должна сделать охоту на добычу как можно более оптимальной и зрелищной, а детали с останков мёртвых роботов могут использоваться героиней для создания боеприпасов и иного снаряжения. В своём путешествии Элой использует визор — миниатюрное высокотехнологичное устройство дополненной реальности, которое героиня находит в детстве и которое помогает ей видеть то, чего не видят другие люди.
Horizon Zero Dawn стала первым за длительное время проектом студии Guerrilla Games, не относящимся к серии игр Killzone. Концепция игры, придуманная арт-директором студии Жаном-Бартом ван Биком, считалась чрезвычайно рискованной, но всё же была принята в разработку. В ходе создания игры разработчики пытались достоверно и реалистично изобразить жизнь первобытных племён и их отношение к окружающим роботам, экосистему самих роботов, а также разрушение городов и зданий спустя длительное время после падения цивилизации, для чего изучали специализированные источники информации и консультировались с антропологами и инженерами. Создатели основательно подошли к проработке дизайна, анимации и звукового сопровождения роботов-зверей, сделав их максимально анималистичными. Чтобы достичь наилучшей производительности игры, разработчики решили использовать собственный игровой движок Decima, а также создали собственную квестовую механику. Музыкальное сопровождение к игре состояло из трёх различных тематик, над каждой из которых работали свои композиторы; при создании саундтрека широко использовались необычные музыкальные инструменты, которые были бы близки жителям племён, а также различные эксперименты со звуком.
Игра получила преимущественно положительные отзывы прессы. Наиболее высоких оценок обозревателей удостоилась визуализация игрового мира, которая многими рецензентами считалась одной из лучших среди компьютерных игр в целом, а также сражения с роботами, концепция которых была названа оригинальной, а сам ход сражений — доставляющим удовольствие. Позитивных оценок также удостоились детальная проработка игрового мира, его концепция и главная героиня Элой. Смешанные отзывы получили сюжет, квесты и внутриигровые активности, а в качестве однозначно негативных аспектов Horizon Zero Dawn многие рецензенты обозначили глупый искусственный интеллект противников-людей и неинтересные битвы с ними. Обозреватели отмечали, что Horizon Zero Dawn в значительной мере является продуктом заимствования механик из других игр, однако мнения о том, повлияло ли это позитивно или негативно на саму игру, различались. Игре сопутствовал коммерческий успех — к февралю 2022 года было продано свыше 20 миллионов копий. Проект стал лауреатом большого количества премий в области искусств и номинировался на награды во многих категориях крупнейших игровых мероприятий, в том числе на звание «Игра года», а также занимал лидирующие позиции в рейтингах игровых изданий по итогам 2017 года. Успех Horizon Zero Dawn привёл к образованию франшизы Horizon, которая включила в себя создание сиквела Horizon Forbidden West, спин-оффа Horizon Call of the Mountain, а также сопутствующей продукции в виде графических романов и настольной игры. В 2024 году был выпущен ремастер игры — Horizon Zero Dawn Remastered.

## Игровой процесс

### Общие сведения и структура игрового мира
Horizon Zero Dawn представляет собой игру в жанре action/RPG с видом от третьего лица; также некоторые эксперты относят игру к жанру приключенческого боевика. Игрок управляет молодой охотницей по имени Элой в постапокалиптическом открытом мире, населённом механическими зверями-«машинами». Героиня охотится на машины, нанося им физические повреждения посредством оружия и другого оборудования (например, ловушек); машины, в свою очередь, могут атаковать героиню в ближнем и дальнем бою, представляя опасность для жизни.
Мир Horizon Zero Dawn является открытым, полностью бесшовным и имеет ширину около 4 миль (почти 6,5 км). В игровом мире представлены различные биомы: леса, речные долины, джунгли, жаркая пустыня и заснеженные высокогорные местности. Весь мир можно исследовать. Оформление мира представляет собой первозданную природу, среди которой встречаются небольшие человеческие поселения и лагеря племенного типа, а также останки старой цивилизации — от руин зданий и ржавых металлических каркасов, разбросанных по местности, до функционирующих высокотехнологичных подземных и горных научно-фантастических построек. Присутствует динамическая смена погоды, которая может быть ясной, дождливой или снежной; также реализована смена дня и ночи.
Наряду с роботами, Элой приходится сталкиваться с враждебно настроенными людьми. Кроме того, в игре присутствуют мирные племена, поселения и отдельные персонажи, с которыми Элой может взаимодействовать. Игра обладает полноценной основной сюжетной линией с единственной концовкой, а также множеством побочных квестов и активностей. В Horizon Zero Dawn присутствуют также настоящие животные, на которых героиня может охотиться ради материалов (таких как шкура и мясо), чтобы затем использовать их для различных целей — например, для приготовления зелий.
Средняя длительность игрового процесса (без учёта дополнения Horizon Zero Dawn: The Frozen Wilds) оценивается рецензентами примерно как 40 часов, однако она может сильно варьироваться в зависимости от игрока: так журналист CNET Джефф Бакалар, по собственным словам, потратил на игру почти 25 часов, обозреватель от сайта «Канобу» прошёл игру почти на 100 % за 50 часов, а Вадим Елистратов от DTF выразил мнение, что при желании игрок может найти себе занятия и на 60 часов игрового времени.

### Боевая система
Основа боя с роботами в Horizon Zero Dawn построена не на грубой силе, а на скорости и хитрости Элой: чтобы победить гораздо более крупного и технологически развитого, чем главная героиня, врага, игрок должен использовать ловкость, обладать знаниями, как именно лучше обезвредить машину, и вырабатывать тактику для каждой конкретной ситуации. Каждый из более чем 20 типов машин ведёт себя по-своему, имеет свои слабости и требует своего подхода.
Для охоты на роботов, а также против враждебно настроенных людей Элой использует разнообразное оружие. В основном героиня стреляет из лука; кроме того, Элой может метать бомбы из пращи, ставить мины-растяжки с помощью нитемёта (tripcaster), связывать врагов с помощью канатомёта (ropecaster) и так далее. Выбор оружия возможен в том числе во время боя и реализован в виде оружейного колеса, позволяющего при его активации быстро выбрать нужное оружие и вид боеприпасов. Во время выбора оружия время замедляется; «на лету» героиня может в том числе создавать боеприпасы. Также Элой способна атаковать врагов в ближнем бою, используя копьё: например, она может провести критическую атаку, с силой вонзив заострённое копьё в машину.
Horizon Zero Dawn даёт игроку возможность не только сражаться с противниками в открытом бою, но и убивать их скрытно. Имеются специальные механики для стелс-прохождения, такие как возможность прятаться в высокой траве (что по сути делает Элой невидимой для врагов) и уничтожать противников оттуда, а также возможность привлекать внимание противника с помощью броска камня из укрытия или свиста.
Машины имеют на поверхности своих корпусов слабые места, в которые можно бить для наиболее рациональной траты времени и боеприпасов. Каждый физический удар по роботу может отнять у него часть его общих очков жизни (по окончании которых машина «умирает») или оторвать деталь корпуса. Под оторванной частью может скрываться более уязвимое место, либо эта деталь сама по себе может играть значительную роль в поведении машины. Помимо обычных стрел, наносящих простой урон, имеются специализированные боеприпасы, которые причиняют урон какой-либо поражающей стихией (например, огонь или электричество), и игрок может использовать их в зависимости от того, к какой стихии машина имеет уязвимости. С некоторых машин Элой может сбить дальнобойное оружие и атаковать им.

### Общие игровые механики

Интерфейс Horizon Zero Dawn, содержащий шкалу здоровья (сверху слева), компас и индикатор скрытности в виде глаза (сверху), шкалу опыта (сверху справа), значки быстрого доступа к предметам и навыкам (снизу слева) и текущее используемое оружие с текущим видом боеприпасов (снизу справа)

Элой может бегать, прыгать, ходить, приседать и ходить на корточках, плавать по поверхности воды, скользить, уклоняться от атак посредством кувырков. Также она может стрелять из лука во время скольжения — в этом случае время для игрока замедляется, давая ему возможность лучше прицелиться. Кроме того, героине доступна верховая езда и быстрое перемещение между локациями, в результате которого игрок быстро оказывается в нужной точке. Игра обладает развитыми платформерными элементами: например, главная героиня может лазать по вертикальным плоскостям, хватаясь за выступы, часто отмеченные жёлтым цветом.
Благодаря визору (Focus) — древнему гаджету, который Элой находит в детстве, героине доступны некоторые высокотехнологичные способности. С помощью визора игрок может переходить в особый режим, который позволяет читать следы людей, видеть слабые места и алгоритм перемещения некоторых машин, взаимодействовать с древними компьютерами и решать платформерные задачи. На определённом этапе сюжета Элой получает возможность перехватывать управление над машинами — «приручать» их, что делает взятую под контроль машину дружественной для Элой и враждебной для её врагов. Некоторые из приручённых машин можно оседлать, и Элой может путешествовать на них по игровому миру, а также использовать их в бою.
Элой охотится на машины ради ценной добычи: детали машин — провода, металл и тому подобное — используются для создания и приобретения нового вооружения и предметов, нужных для выживания героини. Девушка может создавать из деталей машин, растений, шкур и мяса животных различные предметы, в том числе лекарства, ловушки, колчаны и подсумки, позволяющие ей носить с собой больше предметов. В игре имеются торговцы, с которыми Элой может торговать найденными ресурсами, обменивая их на снаряжение. В качестве валюты используется постапокалиптический аналог денег — металлические осколки. Игрок может создавать себе пользовательские квесты на поиск ресурсов, недостающих для какой-либо покупки или крафта. Снаряжение можно улучшать специальными модификациями, получаемыми с поверженных машин или иным способом. Элой может приобретать и носить всевозможную одежду, имеющую различные положительные эффекты (такие как увеличение защиты от стихий или показателя скрытности). Оружие, броня и другое оборудование в игре имеет цветовую градацию по редкости — от зелёного «необычного» до фиолетового «очень редкого».
Во время диалогов с многими неигровыми персонажами игрок может по своему усмотрению выбирать предложенные варианты вопросов или ответов персонажу, чтобы узнать какую-либо необязательную информацию о персонаже или о квесте. Иногда во время взаимодействия с неигровым персонажем игроку приходится выбирать один из трёх вариантов реакции Элой на какое-либо действие собеседника: пойти на конфронтацию, задуматься о более хитром способе добиться своей цели либо проявить сострадание. Эти варианты не меняют концовку сюжетной линии, однако вызывают различное поведение Элой непосредственно после выбора реплики, а также могут вызвать некоторые другие изменения в игровом мире. Выбор одного из таких вариантов является не столько решением, что именно игрок хочет сделать, сколько способом, которым Элой может выразить различные аспекты своего характера.
Имеется система прокачки персонажа, характерная для ролевой игры. За уничтожение машин, выполнение заданий и прочие действия в игре Элой начисляются очки опыта, по достижении лимита которых героиня получает новый уровень. Каждый уровень увеличивает максимальное здоровье главной героини. В оригинальной Horizon Zero Dawn имеется 50 уровней, дополнение The Frozen Wilds повышает этот предел до 60. В игре присутствует дерево навыков, каждый из которых улучшает характеристики одной из составляющих игрового процесса — к примеру, боевых способностей Элой, количества её здоровья и удобства его пополнения, приручения машин, количества добываемых из этих машин ресурсов. Вместе с новыми уровнями, а также при выполнении некоторых квестов Элой получает очки навыков, которые она может тратить на открытие новых навыков в этом дереве.
Система сохранений игры реализована в виде контрольных точек, выглядящих как костры. У любого из таких костров можно сохраниться в произвольный момент времени. Также автоматическое сохранение происходит по завершении этапов квестов. Возможность сохраняться по желанию в произвольном месте игрового мира отсутствует.
В игре присутствует многофункциональный фоторежим, позволяющий делать красивые скриншоты. В фоторежиме, в частности, можно убирать с экрана интерфейс, добавлять цветовые и световые эффекты, скрывать главную героиню либо менять её позу и выражение лица.

### Этапы игры и занятия в игровом мире
Игра начинается в детстве Элой, когда игрок управляет юной девочкой. В это время игрок проходит обучение основам игры, и большинство геймплейных возможностей для него недоступно. В течение нескольких часов геймплея повзрослевшая Элой заперта в не очень большой локации на краю игрового мира; исследовать весь остальной мир она может после того, как получит статус Искателя и разрешение покинуть земли племени Нора.
Игрок может двигаться по основной сюжетной линии, однако по пути он может отвлекаться на побочные квесты, активности, исследование игрового мира и просто охоту на машины. При выполнении основных и побочных квестов Элой общается с неигровыми персонажами, помогает им решить их проблемы, выслеживает пропавших персонажей, сражается с врагами и так далее. Кроме побочных заданий существуют дела, которые представляют собой упрощённые квесты на сбор каких-либо предметов по желанию какого-нибудь неигрового персонажа (а также квесты по сбору, созданные игроком), и ещё шесть категорий заданий. В различных местах игрового мира размещены лагеря разбойников, являющиеся укреплёнными периметрами, населёнными разбойниками, которые Элой может зачищать. По карте ходят длинношеи — высокие неуязвимые машины, на каждую из которых главная героиня должна найти способ забраться, чтобы получить от длинношея информацию об окружающей местности и открыть новые метки на своей карте. Присутствуют охотничьи угодья — места, где Элой должна пройти ряд испытаний, связанных с охотой на машины, за ограниченное время. Также главная героиня может обнаружить котлы — закрытые подземные или горные футуристические помещения, где создаются машины; в них Элой должна найти и взять под контроль ядро, пройдя все платформерные препятствия и справившись со всеми машинами в закрытом пространстве. Прохождение каждого нового котла позволяет Элой приручать новые машины.
По игровому миру разбросано множество аудиозаписей и текстовых дневников из прошлого мира, которые Элой может читать или прослушивать с помощью своего визора. Кроме того, в игре имеются коллекционные предметы нескольких видов, которые можно собрать и поменять у специальных неигровых персонажей на вознаграждение. Игрок может искать коллекционные предметы как самостоятельно, так и купив у торговца карту с их расположением.
Сюжетная линия Horizon заканчивается рядом линейных квестов, не предусматривающих свободного исследования мира, однако игра заранее предупреждает об этом. Исследование мира, сложившегося после концовки основной сюжетной линии, невозможно: вместо этого игра возвращает игрока, завершившего основной сюжет, к моменту перед началом заключительной миссии, когда игрок может свободно исследовать мир и выполнять побочные задания, не соглашаясь на вышеупомянутую сюжетную миссию. В случае завершения игры становится доступен режим «Новая игра +», позволяющий начать новую игру с тем снаряжением, которое было накоплено к концу игры, а также добавляется возможность раскраски лица и изменения внешнего вида визора Элой.

## Сюжет

### Элой, нападение на племя Нора и культ «Затмение»

Красным цветом выделены штаты США, послужившие местом действия Horizon Zero Dawn. 1 — Колорадо, 2 — Юта, 3 — Аризона

Действие игры происходит в XXXI веке в постапокалиптических США. На Земле произошла неизвестная катастрофа, приведшая к уничтожению обычного жизненного уклада человечества, и ныне место действия игры представляет собой дикие ландшафты первозданной природы, населённые опасными звероподобными роботами — машинами, а также немногими людьми, утратившими знания наших дней и живущими в племенах. Ранее роботы мирно сосуществовали с людьми, однако затем начали всё более агрессивно относиться к ним; это явление люди назвали «помешательством». Также игровой мир изобилует техногенными руинами, подземными и горными высокотехнологичными комплексами, при том что люди имеют лишь наивные религиозные представления об окружающем их мире.
Главная героиня — молодая девушка Элой, которая с рождения является изгоем из своего племени. Её воспитанием и обучением занимался Раст (Жан-Бенуа Блан), также являющийся изгоем. В детстве Элой (Ава Поттер) случайно проваливается в пещеру и находит «визор» — устройство дополненной реальности, которое даёт ей особые способности. В частности, девочка использует функциональность визора, чтобы спасти соплеменника, попавшего в беду. Элой хочет узнать у Раста о своём происхождении, информация о котором закрыта как от неё, так и от Раста. Опекун говорит ей, что единственный способ узнать о своём прошлом — это победить в испытании под названием «Инициация» — обряд совершеннолетия в племени Нора; так девочка сможет избавиться от клейма изгоя, а также получить желаемую информацию от матриархов. Следующие двенадцать лет героиня тренируется, готовясь к этому испытанию.
Накануне Инициации Элой (Эшли Бёрч), достигнувшая совершеннолетия, узнаёт от Раста о том, что после победы в конкурсе она больше не сможет увидеть своего опекуна: он так и останется изгоем, а по законам Нора изгоям не разрешается разговаривать с соплеменниками. Элой готова нарушить закон и встречаться с Растом тайно, однако Раст не поддерживает это её устремление и навсегда прощается с девушкой во время их последней встречи. Отложив вопрос поиска Раста на потом, Элой идёт в поселение «Сердце Матери», где проходят празднования перед Инициацией. В поселении также находится делегация из крупного чужеплеменного города Меридиана. Элой заводит разговор с одним из членов делегации — Олином (Чук Сибтайн), у которого она замечает такой же визор, который носит сама. Неожиданно в визоре Олина, как он сам утверждает, происходит сбой, и Олин уходит; позже персонаж уклоняется от объяснения своего внезапного поступка. Также Элой знакомится с чужеплеменником Эрендом (Джон Хопкинс), который приглашает её в гости в Меридиан. На следующее утро Элой принимает участие в Инициации и, несмотря на козни остальных Нора, побеждает в ней. Сразу после завершения испытаний на племя неожиданно нападают незнакомцы. Их лидер Гелис (Криспин Фримен) почти убивает Элой, но в последний момент появляется Раст и спасает её ценой своей жизни.
Элой приходит в себя внутри священной горы Нора, куда её принесли по настоянию матриарха Тирсы (Николетт Маккензи), которая думала, что Элой умирает, и хотела, чтобы героиня была «рядом со своей матерью». Просматривая записи визора, который Элой успела снять с трупа одного из побеждённых незнакомцев, героиня находит голозапись с приказом ликвидировать девушку из-за её внешней схожести с неизвестной женщиной. Элой думает, что эта женщина — её мать, однако Тирса рассказывает, что у Элой нет человеческой матери: героиня была найдена во младенческом возрасте возле больших высокотехнологичных металлических ворот в горе, которые Нора почитают как богиню и называют «Великой матерью». Тирса отводит Элой к этим воротам, ворота пытаются опознать героиню, чтобы пустить её внутрь, но терпят неудачу из-за повреждения данных. Матриархи хотят узнать, что за люди атаковали Нора, и поэтому назначают Элой Искателем, что позволяет ей покинуть земли Нора и отправиться на поиски ответов.
Элой решает найти Олина и ещё раз поговорить с ним; для этого ей нужно попасть в Меридиан. Когда Элой приходит к воротам Священной земли, отделяющим её родные земли от остальных территорий Нора, на крепость нападает захватчик — машина, которая берёт под контроль другие машины. Победив захватчика, Элой выясняет, как он контролирует машины, и также получает возможность брать их под свой контроль. Позже героиня знакомится с воином Варлом и его матерью — военачальником племени Соной. Элой помогает Соне организовать нападение на сектантов, которые стоят лагерями на землях Нора и проводят раскопки.
Героиня посещает Меридиан, где Эренд помогает ей попасть в дом Олина. Затем Элой выслеживает Олина за пределами города и расправляется с враждебно настроенными охранниками и их машинами. У охранников тоже есть визоры. В визоре Элой слышится незнакомый голос, который демонстрирует свою осведомлённость о том, кто она такая, и носитель этого голоса отключает визоры охранников, чтобы помочь Элой победить их. В ходе допроса Олина Элой узнаёт о существовании культа «Затмение», члены которого поклоняются некому «бесу» по имени Аид, существующему в реальности. Культисты «Затмения» ведут раскопки для того, чтобы найти под землёй древние боевые машины и оживить их. Олин — друг высокопоставленных лиц Меридиана Эренда и Эрзы — на самом деле являлся шпионом сектантов, и через его визор сектанты слушали все разговоры последних. Фотографию женщины, похожей на Элой, Олин нашёл в месте под названием «Предел Мастера».
Во время своего путешествия Элой помогает Эренду найти пропавшую Эрзу; с героиней знакомится король Меридиана Авад. Позже Элой спасает Меридиан и короля от бандитов во главе с Дервалом, которые пленяют Авада и пытаются на его глазах взорвать Меридиан.

### Откровения о прошлом и война против «Затмения»
В «Пределе Мастера» Элой находит руины главного офиса компании предтеч «Автоматизированные системы Фаро», которая производила боевых роботов, и обнаруживает, что почти тысячу лет назад существовала угроза разрушения мира из-за того, что над этими роботами был потерян контроль. Роботы, которые могли самовоспроизводиться и потреблять биомассу в качестве топлива, угрожали захватить планету и поглотить биосферу, лишив Землю всей жизни. Чтобы исправить ситуацию, директор компании Тед Фаро (Ллойд Оуэн) обратился к Элизабет Собек — к той самой женщине, на которую похожа Элой; она была в то время гениальной учёной и придумала некий проект «Новый рассвет». По какой-то причине идея показалась Теду ужасной, но из-за безысходности он был вынужден дать добро на её реализацию. Элой впервые видит голограмму с изображением таинственного незнакомца, который помогает ей через визор, и узнаёт его имя — им оказывается странствующий искатель знаний Сайленс (Лэнс Реддик).
Сайленс направляет Элой в «Клад смерти» — на бывшую военную базу, откуда роботы Фаро получали команды. Там Элой узнаёт, что культисты пытаются восстановить «Гора» — огромного боевого робота, являющегося заодно и передвижной фабрикой по созданию новых машин. Следующая цель Элой — космодром, который расположен в Закатной крепости, находящейся под контролем враждебного племени Карха Тьмы. Чтобы члены «Затмения» не могли эффективно общаться друг с другом, Элой и Сайленс решают обрушить их сеть визоров, для чего Сайленс отправляет Элой на базу группировки. Героиня рискует жизнью, лично сталкиваясь с Аидом, но выполняет задачу и успешно покидает базу.
Элой пробирается в подземелья Закатной крепости, где узнаёт новую информацию о прошлых событиях. Оказывается, в рамках «Нового рассвета» был создан искусственный интеллект по имени Гея, которому было суждено управлять восстановлением жизни на планете. Когда жизнь была уничтожена роботами Фаро, Гея с помощью своих подсистем осуществила многолетние вычисления для взлома роботов, после чего на протяжении нескольких столетий восстанавливала природу. Её подсистема Аполлон должна была передать людям все знания прошлой цивилизации. Как только планета снова стала пригодной для жизни, Гея восстановила жизнь на Земле на основе сохранённых образцов. Аид (Джон Гонзалес) был одной из подсистем Геи, предназначенной для введения контролируемого вымирания, если исход «Нового рассвета» не благоприятствовал бы человеческому существованию.
Добравшись до комнаты доктора Собек, Элой получает доступ к альфа-реестру, что должно позволить ей получить доступ к двери, за которой она родилась. Однако её захватывают члены «Затмения», и Гелис приговаривает девушку к смерти в Кольце Солнца. С помощью Сайленса Элой удаётся сбежать. Девушка возвращается в своё племя Нора, на которое напало «Затмение», а остатки племени держат оборону у священной пещеры. Элой помогает отбить атаку, после чего успешно открывает дверь внутри горы.
Элой оказывается на станции клонирования, где она появилась на свет. Там искусственный интеллект выращивал и воспитывал детей, готовя их к выходу на поверхность, но из-за отсутствия Аполлона дети вышли в мир, не получив знаний. Элой узнаёт, что какое-то постороннее вмешательство сделало модули Геи самостоятельными сущностями, нарушив этим программу восстановления цивилизации. Модуль Аид пытался захватить контроль над программой «Новый рассвет», что привело бы к гибели мира. Поэтому Гея подорвала свою основную лабораторию, пытаясь предотвратить действия Аида и ради этого принеся себя в жертву. Перед смертью Гея создала клон Элизабет — Элой — в надежде, что та найдёт способ исправить ситуацию. Элой, имея ДНК Элизабет и её незаурядный ум, должна была иметь возможность получить доступ ко всем объектам Нового рассвета и восстановить работоспособность Геи.
Элой отправляется в «Гея Прайм» — место, где функционировала Гея. Девушка узнаёт, что доктор Собек пожертвовала своей жизнью, чтобы не дать рою роботов Фаро пробиться в комплекс и найти Гею. Аполлон был уничтожен Тедом Фаро, который надеялся таким образом сделать так, чтобы будущие жители Земли не повторили ошибок предков. Поэтому люди, родившиеся в колыбели, не ушли дальше первобытно-общинного строя.
Элой узнаёт от Сайленса о том, что именно он когда-то откликнулся на сигнал Аида, основав затем «Затмение». В «Гее Прайм» Элой находит главный блокиратор — устройство, которое поможет героине уничтожить Аида; Сайленс предоставляет ей своё копьё, к которому можно приделать главный блокиратор. Элой становится известен план Аида: использовать Шпиль возле Меридиана как антенну, чтобы пробудить роботов Фаро, находящихся под землёй, и снова уничтожить биосферу.
В Меридиане происходит схватка защитников города с силами «Затмения». Элой сходится в поединке с Гелисом и убивает его, а затем одерживает победу и над Аидом, несмотря на то что он успевает пробудить часть роботов Фаро. Подойдя к остаткам Аида, героиня использует главный блокиратор, в результате чего Аид перестаёт функционировать и роботы выключаются.
В конце Элой приходит туда, где осталась лежать Элизабет после своего самопожертвования, чтобы отдать ей дань уважения. В сцене после титров Сайленс забирает Аида на новый носитель, чтобы выяснить, кто послал сигнал, активировавший его в первый раз.

## Разработка

### Общие сведения

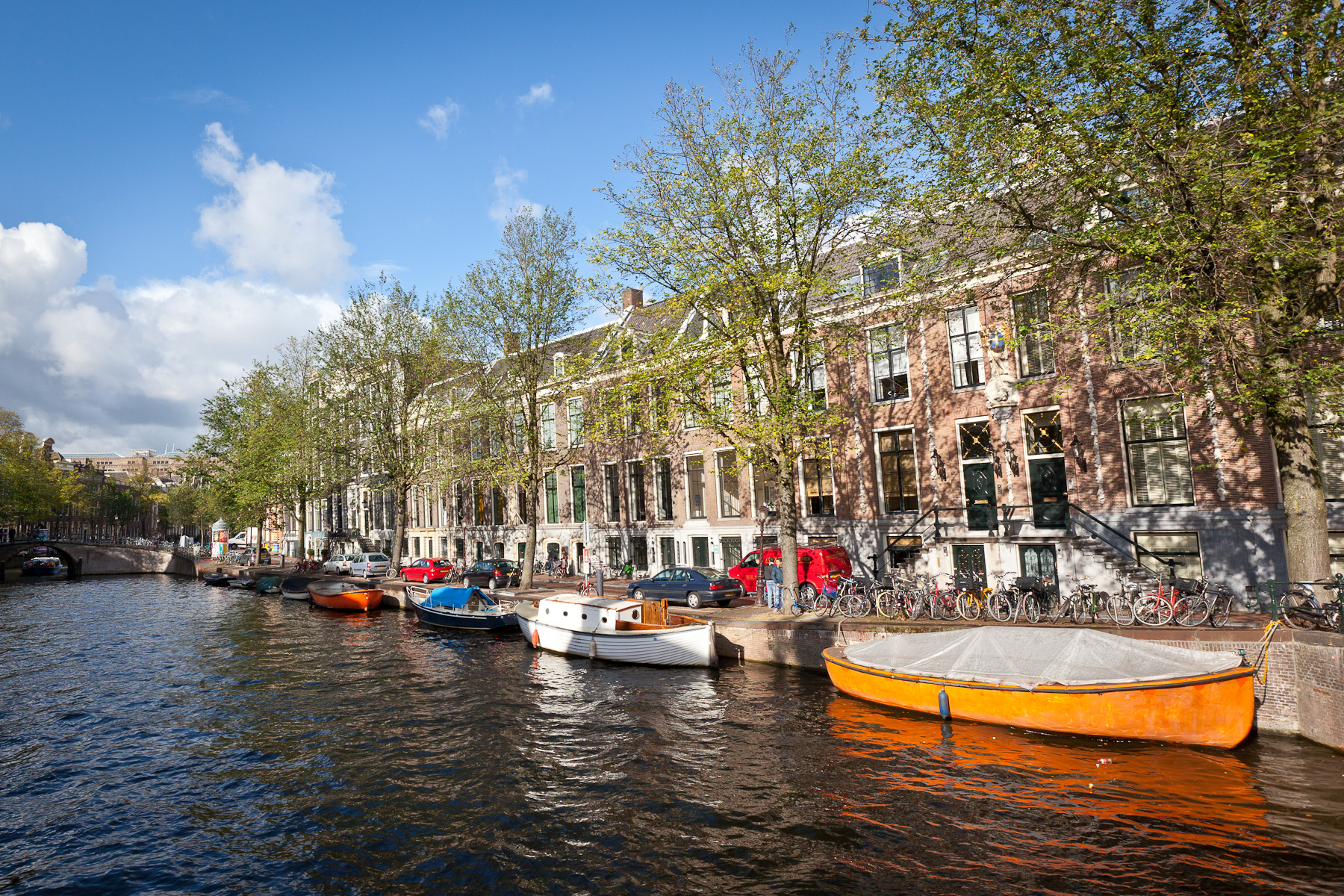
Вид на канал Херенграхт в историческом центре Амстердама. Рядом с этим местом находилась штаб-квартира Guerrilla Games в годы разработки игры

Guerrilla Games начала разработку Horizon Zero Dawn в 2011 году. После выпуска Killzone 3 компания, длительное время занимавшаяся лишь серией игр Killzone, хотела создать что-то принципиально новое. Во время поиска новых идей сотрудниками компании было просмотрено около 30—40 концептов различных жанров: среди них были линейные приключенческие игры, головоломки и даже игра, посвящённая футболу. В итоге самым привлекательным оказался концепт Horizon, который был презентован в 2010 году арт-директором Жаном-Бартом ван Биком. Студии понравилась его идея про красивую восстанавливающуюся постапокалиптическую Землю, где свирепость природы проявлялась в виде больших роботов-зверей, на которых охотилась рыжеволосая женщина.
В то же время проект считался и самым рискованным. Будущее Horizon было поставлено под сомнение на концептуальном этапе из-за игры Enslaved: Odyssey to the West, которая была анонсирована в то время и обладала очень похожей эстетикой и концепцией мира. Horizon было решено отложить, и студия начала работы над другим неанонсированным проектом, продлившиеся более шести месяцев. Тем не менее, концепт Horizon был уже очень хорошо проработан, а идея нравилась сотрудникам Guerrilla, поэтому соучредитель Guerrilla Хермен Хюльст предложил коллегам вернуться к концепции Horizon, и работы над ней возобновились. По словам бывшего президента SIE Worldwide Studios Сюхэя Ёсиды, разработчики видели настолько большие риски в сеттинге Horizon, что провели маркетинговое тестирование, чтобы убедиться, насколько игрокам может понравиться игра, в которой примитивное оружие применяется против роботов, а в роли протагонистки — молодая девушка. Фактором риска считалось и то, что у студии не было опыта работы в жанре action/RPG и с открытыми мирами, а также не было никаких наработок и подходящего игрового движка для подобных проектов.
Вначале Horizon прототипировала небольшая команда из 10—20 человек, но в 2013 году, после релиза игры Killzone: Shadow Fall, к работе над проектом приступила и остальная часть студии. На пике над игрой работало 250 человек в Нидерландах, а ещё 130—140 находились в Шанхае или на Тайване. Все элементы игрового мира, такие как предметы мебели, деревья, оружие, существа, их материал, движения, звуки и взаимодействие между собой, проектировались в Амстердаме, а готовые концепты отправлялись в Китай, где происходило их воплощение. Для работы над Horizon Zero Dawn в Guerrilla было создано новое подразделение по кинематографии, к которому присоединился кинематографический директор игры «Ведьмак 3: Дикая Охота» Павел Сверчинский, а команда дизайнеров студии была существенно увеличена. Производственный бюджет Horizon превысил 45 млн евро.
Guerrilla Games решили использовать в игре собственный движок Decima. Однако данный движок был приспособлен для коридорных шутеров, таких как серия игр Killzone, а потому адаптация его для открытого мира являлась технически трудной задачей с точки зрения дальности прорисовки объектов, их загрузки и детализации. Разработчикам пришлось отказаться от многих архитектурных решений, использовавшихся ими в серии игр Killzone: команде освещения пришлось перейти от простого освещения, устанавливаемого вручную, к смене дня и ночи; инженерам — адаптироваться к потоковой подгрузке ресурсов вокруг игрока, который может пойти куда угодно. Студия нанимала новых специалистов, имевших опыт работы в играх с открытым миром. Однако опыт разработки Killzone помог разработчикам привнести в Horizon элементы боя, нетипичные для ролевых игр, — например, разрушаемость окружения.

### Сюжет и игровой мир
На этапе прототипирования для игры было написано около 20 различных вариантов истории, были испробованы различные игровые персонажи и другие элементы будущей игры, но в итоге основные концепты проекта — постапокалиптическая история в общих чертах, красивая дикая природа через 1000 лет после упадка человечества, древние реликвии прошлого, роботы, племена и главная героиня женского пола — не поменялись с ранних этапов разработки. Разработчики Horizon Zero Dawn хотели продемонстрировать в игре контраст между опасностью и красотой мира. Было решено основывать игру на идее, что человечество больше не является самым могущественным видом на планете, а борется за своё выживание, и поэтому Guerrilla Games пригласила к работе над сюжетом Джона Гонзалеса, который ранее был ведущим сценаристом Fallout: New Vegas — постапокалиптической игры, являющейся, как и Horizon, ролевым боевиком. Гонзалес должен был помочь студии в создании совокупности сюжетной информации о мире (так называемого «лора» игры) и написать историю Элой.

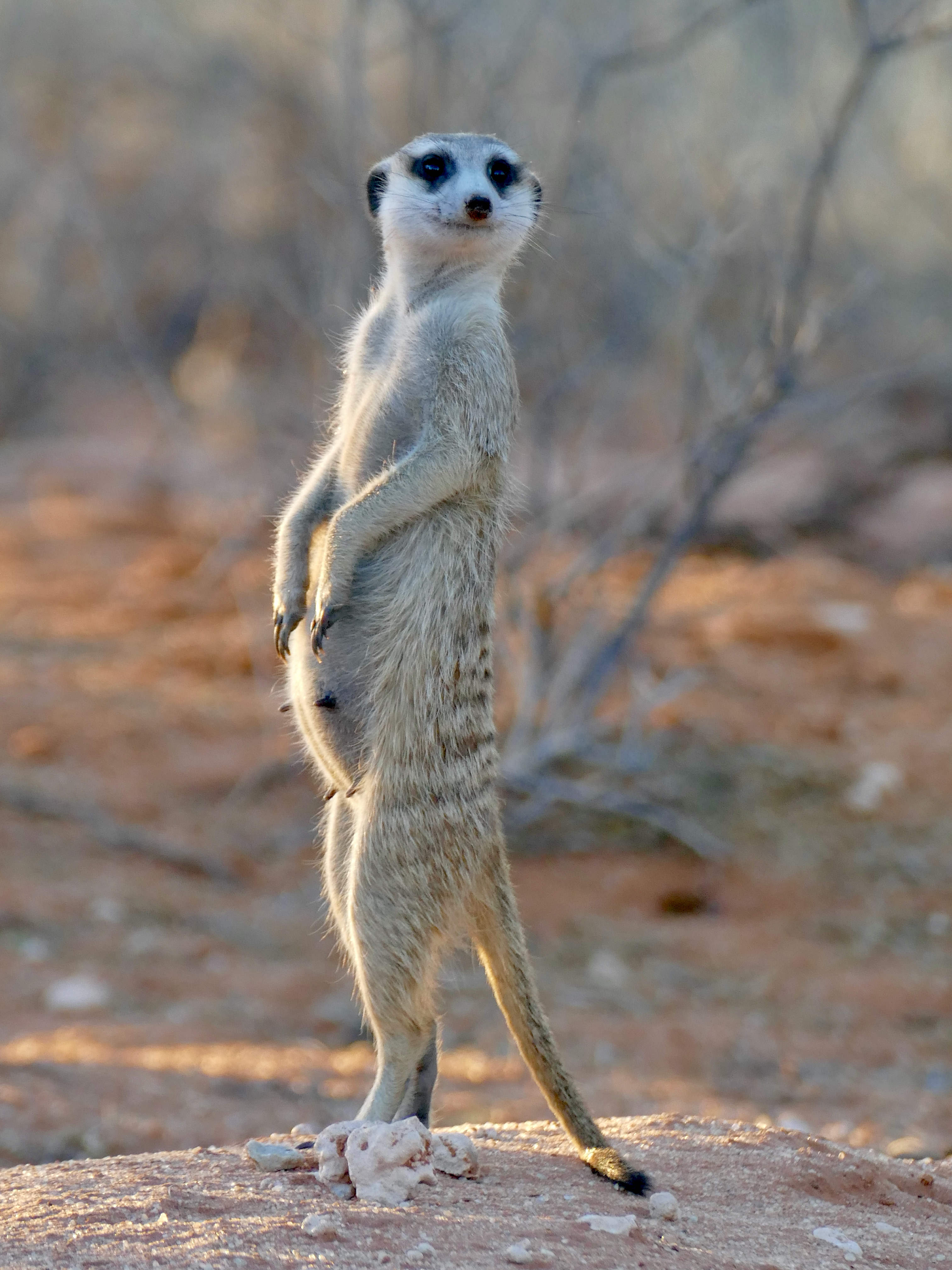
Одним из главных источников вдохновения во время создания роботов-рыскарей послужил сурикат

С самого начала было запланировано, что действие игры будет происходить в диком заросшем ландшафте Северной Америки, однако разработчики обсуждали и вариант сделать местом действия Европу или Нидерланды, где они сами находились. По словам руководителя игры Матийса де Йонга, на этапе разработки планировалось, что игровой мир будет в 50 раз обширнее, чем он получился в результате; разработчики поняли, что не смогут наполнить содержанием в необходимом объёме территорию такого размера. Чтобы сделать игровой мир реалистичным, студия обращалась за помощью к антропологам, изучая формирование племенной культуры, и исследовала, как материалы зданий разрушаются за тысячелетний срок. Чтобы понять, как новые цивилизации могут развиваться после уничтожения нашей, команда читала такие книги по антропологии, как «Ружья, микробы и сталь» Джареда Даймонда и Anthropology: Appreciating Human Diversity Конрада Филлипа Коттака. При этом разработчики не хотели брать за основу никаких культур, существующих в реальности, для создания внутриигровых племён; им хотелось исследовать, как люди, объединённые определённым идеалом и находящиеся под влиянием окружающей природы, будут создавать совершенно новые племена. Значимым источником вдохновения для разработчиков стал третий закон фантаста Артура Кларка: «любая достаточно развитая технология неотличима от магии»; именно так люди, обитающие в мире Horizon, относятся к бродячим роботам.
Роботы-машины похожи на реальных животных как внешним видом, так и повадками. Разработчики сначала решали, что именно каждая из машин будет делать и какую роль она будет играть в экосистеме, а потом, исходя из этого, принимали решение, на какое животное она будет похожа. Чтобы понять, какое животное подходит для той или иной роли, дизайнеры смотрели документальные фильмы о планете Земля и о природе, в которых изучалось поведение животных. Часть машин была срисована с динозавров, часть — с ныне существующих животных. Дизайн военных машин — как в виде действующих роботов, так и в виде уничтоженных остовов с прошлых времён, разбросанных по локациям, — основан на прошлом опыте студии в разработке серии игр Killzone. Первым роботом, разработка которого была завершена, стал крупнейший из них — громозев (Thunderjaw). Эта машина оказалась самой сложной и использовалась как прототип для принятия дизайнерских решений по остальным роботам с точки зрения боевой системы. Изначально предполагалось, что машины будут иметь сложную систему боевых характеристик, включая, например, счётчики выносливости и усталости во время бега, причём различные машины могли иметь различные наборы характеристик. В итоге такая система была оценена разработчиками как слишком сложная, и они решили упростить её, сконцентрировавшись на интуитивно понятных вещах, таких как возможность отстреливать у машин детали, что влияет на их состояние. Разработчики создали для роботов индивидуальные наборы звуков, желая добиться того, чтобы игрок мог понимать, что делает машина, не смотря на неё. Наряду с машинами, в игре присутствуют и обычные животные, анимация и повадки которых были большей частью позаимствованы у машин: поведение роботов выглядело настолько естественным, что не было необходимости делать отдельные алгоритмы для животных.
Изначально планировалось, что в игре не будет враждебно настроенных людей, с которыми игроку придётся сражаться. Однако разработчики и тестировщики со временем заметили, что в одних только поединках с машинами недостаточно разнообразия, и требуется добавить что-то ещё. По этой причине в Horizon были добавлены лагеря разбойников, живущих вне мирных племенных поселений, и занятие для игрока, связанное с зачисткой этих лагерей. При создании людей-врагов разработчики во многом использовали свой опыт работы с Killzone.
Игра начинается в детстве главной героини Элой, и у сценаристов имелись сомнения в том, что игрокам понравится некоторое время играть за ребёнка в самом начале, будучи ещё не знакомыми с основным игровым процессом за взрослую героиню, и у них не появится желание на этом прекратить игру. Однако сценаристы решили пойти на риск, поскольку, по их мнению, игра за маленькую Элой создаёт сильную психологическую связь между игроком и персонажем, давая игроку возможность лучше познакомиться с героиней. В изначальной концепции сюжета у Элой не было визора вплоть до Инициации, где она должна была забрать его у убитого лидера «Затмения». Однако к визору было привязано так много элементов интерфейса игры и игрового процесса, что организовать несколько первых глав игры при отсутствии у Элой этого устройства было крайне сложно для разработчиков. Поэтому в окончательной версии Horizon Zero Dawn Элой находит визор в самом начале игры — в детстве, — что, по мнению Джона Гонзалеса, оказалось более удачной идеей не только с точки зрения игрового процесса, но и с точки зрения сюжета. В игре должны были присутствовать лошади, на которых могла ездить Элой, однако Гонзалес принял решение, что в игровом мире Horizon крупные животные присутствовать не должны. При этом возможность езды на «лошади» для игрока сохранилась — Элой может брать под контроль роботов и ездить на них верхом.

### Квесты
Команда стремилась сделать акцент на исследованиях в игре: разработчики разбросали по всему игровому миру предметы, которые могут быть использованы главной героиней для создания снаряжения или восполнения её здоровья, а также создали систему квестов, которая формирует сюжет и определяет места, куда может отправиться игрок. Guerrilla Games до этого не имела опыта разработки ролевых игр, поскольку занималась только шутерами; по этой причине при создании системы квестов разработчики решили вдохновляться существующими играми других производителей. Они сделали шкалу, по которой распределяли дизайн квестов из различных игр от «расслабленного» (relaxed) до «строгого» (strict) уровня. «Расслабленный» уровень предполагал отсутствие единого центра управления выполнением квестов и полностью основывался на скриптах, подобно игре Vampire: The Masquerade — Redemption; «строгий», подобно Titan Quest, имел жёсткую структуру и был полностью основан на предопределённых элементах, что убирало необходимость в программировании скриптов. В итоге, по мнению разработчиков, квестовый дизайн Horizon Zero Dawn оказался ближе к наиболее «строгому» уровню на этой шкале, чем к наиболее «расслабленному».
В отличие от многих других нелинейных игр, где квесты построены по принципу линейной последовательности шагов, выполняемых игроком, в Horizon Zero Dawn каждый квест создавался в виде графа шагов; при этом во многих случаях пользователю необязательно проходить все шаги на этом графе, но зато игрок может достичь целей квеста разными способами. Каждый шаг соответствовал сцене или событию в сюжете. Он имел строгую структуру: описывался глаголом (таким как, например, «получить» или «убить»), названием внутриигрового объекта, к которому применялся глагол, и иногда количеством предметов, которого игрок должен достичь. Глаголы выбирались из одного фиксированного списка для всех квестов, что упрощало их создание. Такой подход позволил разработчикам создать почти 150 квестов разной сложности, а также предоставить игроку возможность создавать свои собственные квесты на сбор предметов, связанных с крафтом и торговлей. При этом разработчики делали оговорку, что фиксированный список глаголов недостаточно соответствовал их потребностям.

### Звук и музыка

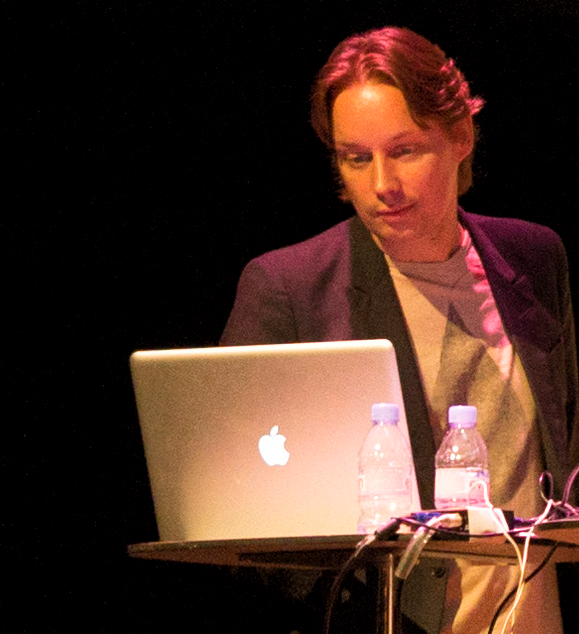
Йорис де Ман — один из основных композиторов Horizon Zero Dawn

Саундтрек для Horizon Zero Dawn был написан в основном композиторами Йорисом де Маном, Нильсом ван дер Листом и дуэтом The Flight. Также в альбоме присутствуют композиции Джонатана Уильямса. Основную вокальную партию исполнила немецкая певица Юлия Эльфен. Музыкальным руководителем был Лукас ван Толь из Guerrilla, и это был его первый опыт руководства созданием саундтрека. Хотя композиторы имели большую свободу в реализации своих творческих идей применительно к игре и в экспериментах, Лукас ван Толь задавал им направление, следя за тем, чтобы музыка, создаваемая музыкантами, соответствовала концепции озвучиваемых игровых локаций.
Саундтрек игры было решено основывать на трёх столпах: машинах, племенах и дикой природе. Над каждым из этих столпов работали свои композиторы. С первым из них, Нильсом ван дер Листом, ван Толь случайно познакомился на занятиях по звукозаписи в июле 2014 года. Узнав о том, что Нильс изучает перкуссию, ван Толь попросил композитора исследовать, как может звучать племенная музыка в Horizon, и результат, презентованный композитором, понравился команде Guerrilla. На столп «природа» в конце 2014 года был приглашён Йорис де Ман — старый знакомый Guerrilla, работавший над музыкой к серии игр Killzone и согласившийся поработать над Horizon после знакомства с сеттингом будущей игры. Наконец, тема машин была покрыта дуэтом The Flight, участники которого хотели поработать с Йорисом де Маном и, узнав, что Guerrilla ищет дополнительных композиторов, откликнулись на предложение.
Основная музыкальная тема игры была написана Йорисом де Маном и приурочена к презентации продукта на E3 2015. По словам Йориса, когда Лукас объяснил композитору, что именно студия собирается показать на презентации, музыкант сразу придумал подходящую идею для основной темы Horizon Zero Dawn. Эта идея включала в себя женский вокал, и композитор обзвонил своих знакомых в поисках певицы, которая могла бы поучаствовать в композиции. Йорис хотел, чтобы голос был сильным и нежным одновременно, поскольку главная героиня игры Элой также является сильной, но доброй. Друг композитора познакомил его с певицей Юлией Эльфен, она успешно справилась с небольшим тестом и присоединилась к работе над саундтреком. Целью музыкантов было придание музыкального звучания эмоциям Элой через пение; по словам Эльфен, она стремилась выразить как «уязвимые и одинокие», так и «сильные и устойчивые» грани внутреннего мира Элой.
Композиторы много сотрудничали с Лукасом ван Толем и отделом звукозаписи Guerrilla, исследуя, каким будет окончательный звук. Музыканты глубоко знакомились с миром будущей игры, с племенами, с окружением Элой и, собственно, с её путешествием. Начальным источником вдохновения для композиторов служила большая библиотека дизайнов и эскизов, создаваемых дизайнерами студии; также по мере разработки игры музыканты получали её снимки, которые, будучи у композиторов перед глазами, помогали придерживаться должного настроения, темпа и тона музыки, которую они писали. Чтобы получать вдохновение, музыканты также посещали офис Guerrilla Games и сами играли в ранние версии игры.
Для музыкальных тем, связанных с машинами, использовались холодные, металлические фактуры; композиторы добивались желаемого эффекта с помощью электронного бендинга и различных искажений звука, обрабатывая в том числе звуки ударов по металлу. Для отражения первобытной племенной темы, напротив, упор был сделан на необычные инструменты, которыми могли бы пользоваться дикари. Племенная музыка не должна была содержать отсылок к реальным этносам, поэтому композиторы старались придумать что-то новое, нетрадиционное. Также музыка племён зависела от технологической развитости того или иного племени: так, Нора обладают очень базовыми музыкальными знаниями, и потому их музыка должна была быть простой; Карха — гораздо более продвинутое племя, следовательно, ему могли соответствовать целые хоровые произведения. Некоторые племена ещё не научились ковать металл, а используют лишь кожу и дерево, некоторые — уже умеют; эти свойства разных племён также должны были быть отражёнными в музыке. При создании музыки, связанной с природой, Йорис де Ман использовал, например, звуки тайской бамбуковой флейты, обработанные на компьютере, и «эмбиенс» — записанные звуки природы. Ван Толь настаивал на том, что музыка в игре должна была звучать интимно и без «блокбастерности», свойственной музыкальному сопровождению ко многим играм.
Каждый робот в Horizon Zero Dawn издаёт сотни звуков: от скрипа механических конечностей до тревожных криков при обнаружении угрозы. По замыслу звуки, издаваемые роботом, должны подсказывать игроку о текущих действиях робота (например, о его атаках), даже когда машина не находится в поле зрения игрока. Чтобы придать каждой машине уникальный характер, звуковые дизайнеры микшировали звуки реальных животных. Так, например, звуки, издаваемые рыскарем, содержат лай чихуахуа. Для того чтобы добавить в игровой мир птичье пение, была проделана сложная работа: Лукас ван Толь изучил более 750 птичьих звуков, выбрав из них 30 подходящих для использования в игре. Каждая птица в игре звучит по-своему и изменяет своё звучание в зависимости от погоды, местоположения и высоты биома.

## Анонс, продвижение и выход

### Анонс и продвижение игры на этапе разработки

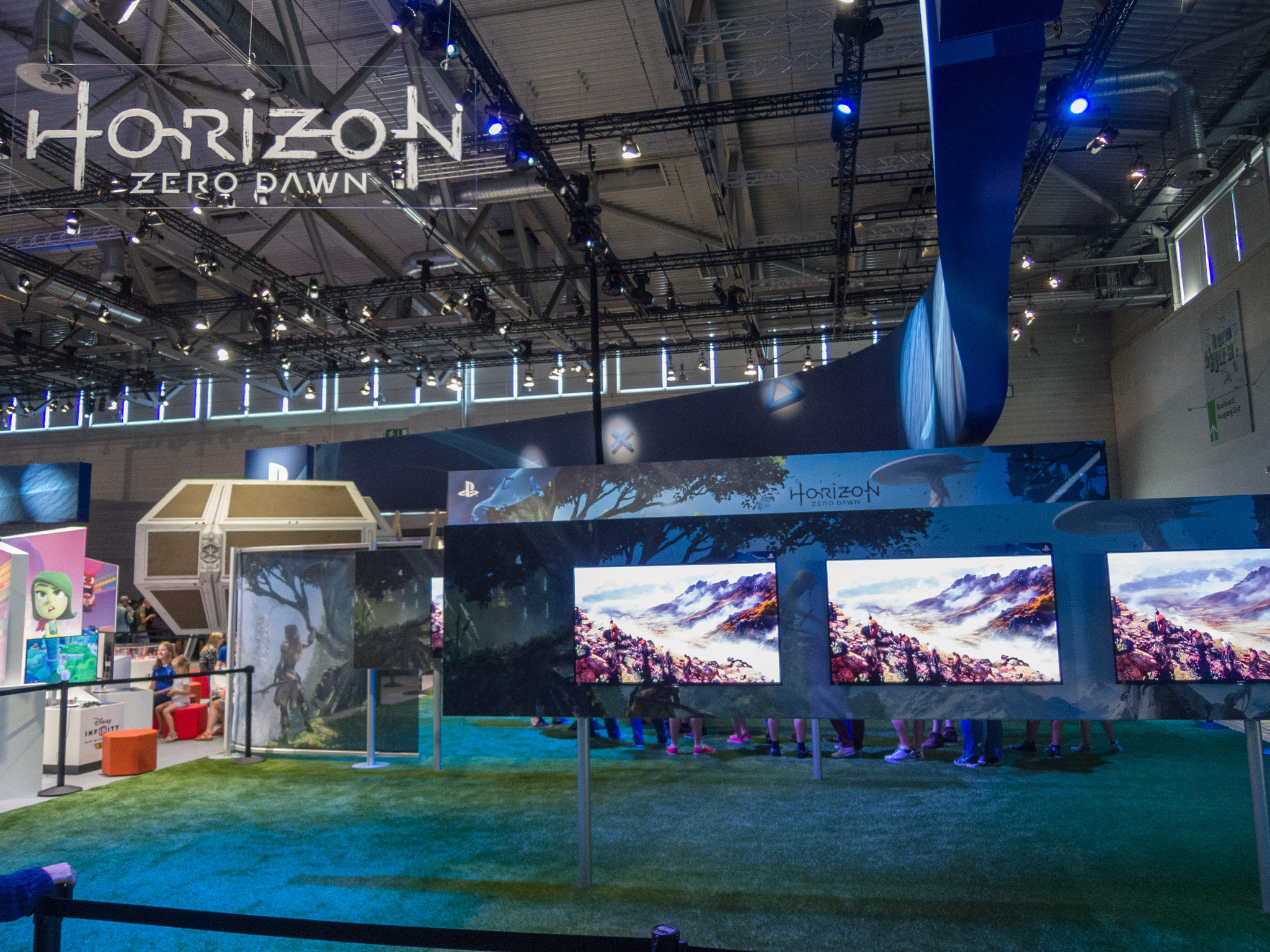
Промоушен на Gamescom 2015

В сентябре 2013 года, на выставке EGX 2013, ведущий дизайнер Guerrilla Games Эрик Болтьес в интервью сайту Eurogamer упомянул, что студия начала работу над неким новым проектом, не входящим в серию игр Killzone. В мае 2014 года инсайдер, имеющий отношение к игровой индустрии и заслуживающий доверия, обнародовал информацию о том, что в игре будут роботизированные динозавры и рыжеволосая главная героиня; также примерно в это время стало известно, что к работе над игрой присоединился один из разработчиков Fallout: New Vegas. В сентябре 2014 года на одном из китайских форумов появился концепт-арт якобы из нового проекта Guerrilla Games, на котором были изображены динозавроподобные роботы; сообщение на форуме содержало также кодовое название игры — Horizon.
Horizon Zero Dawn была официально анонсирована 15 июня 2015 года, на выставке E3 2015 в Лос-Анджелесе. Был показан трейлер, согласно которому действие игры должно было разворачиваться в далёком будущем. Видео показывает отключение электричества в городах по всей планете; по словам рассказчицы, города «превратились в могилы», после чего мир начал меняться, покрываясь растительностью, а на смену людям прошлого пришли племена, которые пытаются бороться против роботов, наполнивших этот новый мир. Далее трейлер демонстрирует схватку рыжеволосой охотницы с роботами: сначала она скрытно убивает маленького двуногого робота-сторожа, извиняясь перед ним за это, а затем одерживает победу над гигантским роботом-динозавром. Ролик заканчивается прилётом на место схватки летающего робота. В трейлере было продемонстрировано различное оружие и техники боя: разрывные стрелы, атака робота в его слабые места, связывание врага верёвками. Планировалось, что игра выйдет в 2016 году на PlayStation 4.
В августе 2015 года игра демонстрировалась на выставке Gamescom, а в октябре — на Paris Games Week, где был показан видеоролик, подробно демонстрирующий геймплей будущей игры.
Horizon Zero Dawn появилась на обложке сентябрьского выпуска журнала Edge в 2015 году. В статье журнала демонстрировались и описывались машины, показанные в трейлере: динозавроподобный громозев (Thunderjaw), похожие на оленей жвачники (Grazer), рыскари-разведчики (Watcher) и высокие роботы с длинной шеей, — а также раскрывались детали разработки игры. Кроме того, в 2016 году игра появилась на обложке октябрьского выпуска журнала Game Informer, в котором внимание было уделено игровому миру и главной героине Элой.
В июне 2016 года игра присутствовала на выставке E3 2016, где Sony представила посетителям копию рыскаря в натуральную величину — модель, гуляющую по конференц-центру и управляемую человеком, находящимся внутри неё. Тогда же студией Guerrilla Games была объявлена окончательная дата выхода игры — 28 февраля 2017 года; по словам Хермена Хюльста, бывшего тогда управляющим директором Guerrilla, разработчики решили перенести релиз на несколько месяцев вперёд, чтобы убедиться, что качество графики и игрового процесса Horizon Zero Dawn соответствуют должному уровню. Одновременно был обнародован и новый трейлер игры. Sony показала два расширенных издания игры: «ограниченное» содержало книгу с иллюстрациями, стальной контейнер для хранения диска, а также код на скачивание темы оформления для PlayStation 4 и дополнительного внутриигрового содержимого, а «коллекционное» — ещё и 22-сантиметровую фигурку Элой.
Перед релизом Sony объявила о выпуске специального комплекта PlayStation 4, приуроченного к релизу Horizon Zero Dawn: коробка набора была оформлена в сеттинге игры, в сам набор вошла игровая приставка PlayStation 4 Slim с 1 терабайтом памяти, контроллер DualShock 4 и Blu-ray-диск с игрой; в качестве бонуса для тех, кто купит комплект в марте, предоставлялась бесплатная трёхмесячная подписка на PlayStation Plus. В первой половине февраля 2017 года было объявлено, что игра была выпущена в производство (ушла на «золото»).

### Выход и сопровождение игры
Официальный релиз Horizon Zero Dawn состоялся 28 февраля 2017 года в Северной Америке, 1 марта в Европе (включая Россию), Австралии и Новой Зеландии и 2 марта в Азии на PlayStation 4.
В апреле на голландском общественном телевидении вышел документальный фильм о создании игры. В мае Horizon Zero Dawn была обновлена до версии «1.20», получив такие нововведения как новые функции в фоторежиме и новые опции для настройки интерфейса. В июле вышло крупное обновление игры — патч «1.30»: был добавлен режим «Новая игра+», позволяющий игроку после завершения игры начать её сначала, не теряя навыков персонажа и предметов в инвентаре; также с этим обновлением был добавлен сверхвысокий уровень сложности и дополнительное разблокируемое содержимое: новые трофеи, раскраска лица для Элой и возможность для неё поменять внешний вид визора.
В марте 2017 года Guerrilla Games на фоне информации об успехах продаж Horizon Zero Dawn объявила о том, что уже работает над дополнением к игре, расширяющим её историю. В августе стала известна планируемая дата выхода дополнения под названием The Frozen Wilds — 7 ноября 2017 года. Дополнение вышло в запланированные сроки, а 5 декабря было выпущено издание Complete Edition, содержащее обновлённую Horizon Zero Dawn с этим дополнением, а также цифровой артбук The Art of Horizon Zero Dawn, эксклюзивную тему для PlayStation 4 и дополнительные внутриигровые предметы.
7 августа 2020 года Horizon Zero Dawn Complete Edition вышла на Windows, став доступной в этот день в магазинах Steam и Epic Games Store. Был выпущен трейлер, в котором рассказывается об особенностях и улучшениях версии для ПК. 24 ноября 2020 года игра стала доступна в магазине GOG.com. С января по апрель, а также с декабря 2020 года Horizon Zero Dawn находится в библиотеке видеостримингового сервиса PlayStation Now, а с 20 апреля по 14 мая 2021 года полное издание игры было бесплатным на PlayStation 4 в рамках организованной Sony акции Play at Home (с англ. — «Играй дома») против пандемии COVID-19.
31 октября 2024 года Guerrilla Games выпустила ремастер Horizon Zero Dawn — Horizon Zero Dawn Remastered. Новая версия игры содержит более 10 часов перезаписанного звука и новый захват движений, а также улучшенные модели персонажей, анимацию, освещение и текстуры, которые максимально приближают качество игры к её сиквелу Horizon Forbidden West, вышедшему в 2022 году. Ремастеринг был применён в том числе к дополнению The Frozen Wilds.
После выхода Horizon Zero Dawn имели место партнёрские соглашения Guerrilla Games с другими производителями игр, по которым главная героиня Элой и другое внутриигровое содержимое Horizon Zero Dawn появлялось в сторонних играх. В число таких игр входили Monster Hunter: World, Fortnite: Battle Royale и Genshin Impact.

## Технические особенности игры
Horizon Zero Dawn использует игровой движок Decima, созданный Guerrilla Games. В компании считали, что могли таким образом добиться большей производительности, чем при использовании одного из сторонних движков, таких как Unreal Engine. Такой же движок использует предыдущая игра студии Killzone: Shadow Fall, однако арт-директор Guerrilla Games Жан-Барт ван Бик указывал, что для Horizon движок с тех пор был значительно модифицирован — в первую очередь для того, чтобы поддерживать открытый мир и потоковую загрузку данных в новой игре.
Изначально разработанная для игровой приставки PlayStation 4, Horizon Zero Dawn также совместима с её модификацией PlayStation 4 Pro, что позволяет игре работать в динамическом разрешении 4K и с использованием HDR. Так, во время игры картинка рендерится в разрешении до 4К с использованием чекербординга и суперсемплинга, и лишь затем её разрешение понижается до разрешения экрана игрока. Разработчики заявили, что использовали более высокую производительность PS4 Pro, чтобы улучшить в игре анизотропную фильтрацию и карту теней.
Обозреватели игровых изданий отмечали стабильную частоту кадров в игре на PS4 и высоко оценивали оптимизацию, хотя некоторые редкие сцены игрового процесса, по наблюдениям некоторых рецензентов, и могли привести к кратковременному небольшому падению частоты кадров. Разница в графике между PS4 и PS4 Pro была охарактеризована как незначительная. Отмечалось низкое количество багов в релизной версии игры для игровых приставок.
Через три года после выхода игры на PlayStation 4 продукт был портирован на PC-совместимые компьютеры под управлением Windows 10. Игра поддерживает только 64-разрядные версии Windows и использует DirectX 12. В отличие от оригинала, ПК-версия поддерживает сверхширокие экраны, динамическую листву, расширенные настройки графики и никак не ограничивает кадровую частоту; также в ней улучшены отражения. При рендеринге изображения ПК-версия Horizon использует вертикальную синхронизацию с двойной буферизацией, если включена соответствующая внутриигровая опция. Издание IGN в своём техническом обзоре продукта отмечает, что игра более значительно использует пропускную способность интерфейса PCIe при соединении с графическим процессором, чем другие игры её времени; по этой причине обозреватели рекомендовали убедиться, что система использует не менее 16 линий PCIe для обмена данными с графическим процессором, чтобы обеспечить максимальную производительность, которая влияет на качество воспроизведения игры.
Рецензенты негативно встретили качество портирования Horizon Zero Dawn на ПК. По их оценкам, игра оказалась крайне требовательной к аппаратному обеспечению на этой платформе, а также имела различные проблемы при использовании на некоторых конфигурациях ПК. Обозреватели сравнивали игру с Death Stranding, которая базируется на том же движке Decima, но качество портирования последней на ПК оказалось гораздо выше; к тому же, в отличие от Horizon, Death Stranding со старта поддерживает DLSS.
В 2021 году Horizon Zero Dawn получила полную совместимость с PlayStation 5; в то время как на более ранних версиях PlayStation кадровая частота игры ограничена 30 кадрами в секунду, на PlayStation 5 игра поддерживает частоту 60 кадров в секунду. ПК-версия игры в декабре 2021 года получила поддержку технологий DLSS и FidelityFX Super Resolution, последняя из которых заменила ранее доступную в игре технологию FidelityFX CAS. Кроме того, тот же патч убрал предварительную компиляцию шейдеров, ранее вынуждавшую ждать несколько минут при первом запуске игры; теперь генерация шейдеров происходит во время загрузок и в фоновом режиме.

## Отзывы прессы

### Общие оценки
| Сводный рейтинг       | Сводный рейтинг                        |
| Агрегатор             | Оценка                                 |
| --------------------- | -------------------------------------- |
| GameRankings          | 88,36 % (PS4)                          |
| Metacritic            | 89/100 (PS4) 84/100 (ПК)               |
| MobyRank              | 88 % (PS4) 86 % (Complete Edition)     |
| OpenCritic            | 89/100 (PS4) 83/100 (Complete Edition) |
| «Критиканство»        | 87/100 (PS4) 78/100 (ПК)               |
| Иноязычные издания    |                                        |
| Издание               | Оценка                                 |
| Destructoid           | 7,5/10                                 |
| Edge                  | 9/10                                   |
| EGM                   | [ 197 ]                                |
| Gameblog              | 9/10 (PS4) 8/10 (ПК)                   |
| Game Informer         | 8,75/10                                |
| Gameplanet            | 9/10                                   |
| GamePro               | 90/100                                 |
| GameRevolution        | 9/10 (PS4) 8/10 (ПК)                   |
| GameSpot              | 9/10                                   |
| GamesRadar+           | [ 13 ]                                 |
| GameStar              | 91/100 (ПК)                            |
| Giant Bomb            | [ 43 ]                                 |
| Hardcore Gamer        | 4,5/5                                  |
| IGN                   | 9,3/10                                 |
| Jeuxvideo.com         | 18/20                                  |
| PCGamesN              | 7/10 (ПК)                              |
| PC Gamer (UK)         | 86/100 (ПК)                            |
| Polygon               | 9,5/10                                 |
| RPGamer               | 5/5, «исключительная»                  |
| RPGFan                | 88/100                                 |
| Shacknews             | 9/10                                   |
| The Daily Telegraph   | [ 25 ]                                 |
| The Guardian          | [ 207 ]                                |
| VideoGamer            | 8/10                                   |
| WorthPlaying          | 8,5/10 (PS4) 8,2/10 (ПК)               |
| Русскоязычные издания |                                        |
| Издание               | Оценка                                 |
| 3DNews                | 8/10                                   |
| GameMAG.ru            | 9/10                                   |
| GoHa.Ru               | 9,5/10                                 |
| «IGN Россия»          | 7,5/10                                 |
| ITC.ua                | [ 50 ]                                 |
| PlayGround.ru         | 7,5/10                                 |
| Riot Pixels           | 75 %                                   |
| StopGame.ru           | «Изумительно»                          |
| «Игромания»           | 9,5/10                                 |
| «Игры Mail.ru»        | 9/10                                   |
| «Канобу»              | 8/10                                   |
| «Мир фантастики»      | 8/10                                   |
| «НИМ»                 | 8,1/10                                 |

Horizon Zero Dawn была встречена общетематической и игровой прессой в основном положительно. По данным агрегатора Metacritic, версия игры для PlayStation 4 имеет оценку 89 из 100 на основании 115 рецензий, версия игры для ПК — 84 балла из 100 на основании 50 рецензий. Высший балл из возможных игра получила от 13 обозревателей, агрегированных Metacritic; среди них — великобританская газета The Daily Telegraph и американский игровой веб-сайт Giant Bomb.
Некоторые издания называли Horizon Zero Dawn одной из лучших игр в тех или иных категориях. При этом многие критики отмечали, что Horizon Zero Dawn в значительной мере является продуктом заимствования механик из других игр, а в качестве игр-вдохновителей указывались Tomb Raider, Far Cry, Assassin's Creed, Mass Effect, «Ведьмак 3: Дикая Охота» и Uncharted. Некоторые рецензенты писали, что игра хорошо справляется с компиляцией и подачей этих заимствований, являясь «гораздо большим, нежели просто сумма этих элементов»; другие критиковали Horizon Zero Dawn за шаблонность и недостаточную инновационность игрового содержания.

### Боевая система
Сражения с роботами были оценены позитивно большинством обозревателей: рецензенты называли схватки с машинами самой оригинальной и заметной частью игры и указывали, что охота на роботов доставляет много удовольствия. Впрочем, некоторые обозреватели наряду с позитивными отзывами указывали и на недостатки, проявляющиеся во время охоты на роботов: в их числе — излишняя затянутость битв с боссами, возникающее со временем чувство однообразия при сражении с одними и теми же машинами, а также проблемы с камерой. Смешанных оценок журналистов удостоилась реализация механик скрытности в игре: в качестве недостатков стелса рецензенты выделяли фактическую невидимость Элой в высокой траве и возможность призывать противников свистом, что, по мнению прессы, слишком упрощает игровой процесс. Издания GamesMaster и Shacknews обозначили сходство общих принципов стелса в Horizon Zero Dawn с таковыми в игре Metal Gear Solid V: The Phantom Pain. Журналисты от GameSpot, GamesRadar и Yahoo! Finance негативно оценили ближний бой.
Обозреватели в основном негативно оценили сражения с противниками-людьми из-за их слабого искусственного интеллекта и излишней лёгкости победы над ними, при том что, по мнению рецензентов, такие противостояния играют значительную роль в игровом процессе. Некоторые издания называли сражения с людьми одним из главных недостатков игры.

### Игровой мир, визуализация, звук и музыка

Пример визуализации локаций в Horizon Zero Dawn

Пресса восторженно оценила внешний вид игрового мира и качество графики. Многие издания называли Horizon Zero Dawn одной из самых красивых и визуально впечатляющих компьютерных игр в тех или иных категориях. Обозревателям понравилось оформление природы в игре: её пейзажи некоторые рецензенты называли одними из самых красивых в играх, а некоторые хвалили игровую природу за реалистичность. Рецензенты положительно оценивали также динамическую смену времени суток и погоды, освещение, достигаемое этими эффектами, и оформление рассветов и закатов. Похвалы удостоились также большое внимание разработчиков к деталям в визуализации игрового мира, анимация и дизайн роботов — в частности, их анималистичность и «звериная элегантность». Версия Horizon Zero Dawn для Windows 10, вышедшая через три года после оригинальной игры и получившая некоторые графические модификации, также удостаивалась высоких оценок за графику. Издания GameRevolution, Electronic Gaming Monthly и Playground.ru отметили наличие в игре фоторежима и оценили этот инструмент положительно за его многофункциональность.
Проработка открытого мира Horizon удостоилась положительных оценок. Пресса называла этот мир одним из наиболее привлекательных, интригующих и правдоподобно обжитых. Критики отмечали очень большой размер игрового мира и его хорошую детализацию при этом. По оценке журналистов, исследовать открытый мир Horizon Zero Dawn очень интересно. Некоторые обозреватели в своих рецензиях останавливались на поселениях и племенах: ряд игровых изданий отметил глубокую проработку племён, а также написал о полученном удовольствии во время исследования поселений, поскольку «они живые и изобилуют деталями». С другой стороны, поселения критиковались некоторыми изданиями за их шаблонность и недостаточную интерактивность. Различные оценки получили также записки и аудиодневники, разбросанные по локациям: одни рецензенты высказывались об этих материалах положительно за интересные и полезные для понимания мира истории, содержащиеся там. Другие обозреватели, напротив, критиковали дневники, указывая на слишком большое количество бесполезной информации в них, а также на неудобное местоположение этих предметов и их негативное влияние на темп игры.
Саундтрек Horizon Zero Dawn и звуковое сопровождение игры были в основном позитивно оценены обозревателями, написавшими о нём в своих рецензиях. Композиции саундтрека получали от рецензентов такие характеристики как «безупречные», «зажигательные», «проникновенные» и «подчёркивающие атмосферу исследования мира древней цивилизации». При этом некоторые рецензенты называли саундтрек «слишком сдержанным» и не слишком заметным и запоминающимся. Звуки роботов также были оценены положительно за создаваемую ими атмосферу.

### Сюжет и персонажи
Сюжет Horizon Zero Dawn получил от критиков различные отзывы. Многие рецензенты оценили историю, которую рассказывает игра, восторженно, назвав её интересной, захватывающей, глубокой и временами трогательной. Особенно журналистам понравился финал игры, который они охарактеризовали как удивительный, масштабный и дающий содержательные ответы на большинство поставленных вопросов. Смешанных отзывов удостоилось вступление, когда игрок управляет юной Элой и одновременно проходит обучение механикам игры. Одни рецензенты называли его слишком медленным и затянутым, другие характеризовали начало игры как образцовое с точки зрения игрового дизайна. От некоторых обозревателей сюжет получил негативные отзывы.
Рецензенты в основном положительно оценили главную героиню Horizon Zero Dawn Элой. Некоторые обозреватели в своих рецензиях пророчили героине роль талисмана PlayStation. Отмечался высокий уровень проработанности образа и характера Элой, которая, по мнению прессы, не просто является фигуркой-помощником в ролевой игре, а имеет собственную историю и набор личностных качеств. В качестве достоинства Horizon Zero Dawn назывались особенности сюжетной линии и характера Элой, приводящие к тому, что игрок начинает переживать о происходящих событиях вместе с главной героиней. Критиками отмечалась эмоциональная многогранность героини, сочетание в её характере душевной боли и силы, скепсиса и любопытства, наличие храбрости и неклишированного героизма. С другой стороны, у некоторых рецензентов вызывала различные вопросы и недопонимание линия поведения Элой в игре, связанная с текущим игровым сюжетом и называемая этими обозревателями непоследовательной. Позитивно оценивалась сюжетная арка главной героини, основанная на развитии персонажа от изгоя к герою или от аутсайдера к высшему инсайдеру. Положительных отзывов удостоилась и работа актрисы Эшли Бёрч, которая озвучила Элой на английском языке: рецензенты называли работу актрисы по озвучанию Элой превосходной за эмоциональную всесторонность и глубину.
Персонажи Horizon Zero Dawn удостоились различных отзывов от прессы. Главные герои были позитивно оценены некоторыми рецензентами, охарактеризовавшими их как правдоподобных и интересных, а также указавшими на «глубокий бэкграунд» основных героев. Вместе с тем, многие критики отрицательно оценивали характеры персонажей и актёрскую игру, называя их скучными и безэмоциональными и иногда приводя в качестве исключений Элой и Сайленса. Второстепенных персонажей обозреватели критиковали за то, что они не являются запоминающимися, в качестве исключения иногда приводя Нила, сыгранного Алексом Ланипекуном. Некоторые рецензенты писали о плохой проработке персонажей с точки зрения сюжета. Критике подвергалось также озвучивание героев второго плана, называемое «неестественным и натянутым». Российские издания Playground.ru и «Навигатор игрового мира» негативно оценили русскоязычный дубляж, называя его «безжизненным», «сухим», «однотонным» и «скучным», а немецкие издания GamePro и GameStar дали положительную оценку немецкоязычному дубляжу. Обозреватели раскритиковали также низкий уровень исполнения лицевых анимаций персонажей и частое отсутствие синхронизации губ с текстом во время диалогов.

### Игровой процесс и управление
Ряд критиков остановился на RPG-механиках Horizon Zero Dawn и на жанровой принадлежности игры. В качестве достоинства проекта некоторыми рецензентами была названа простота и удобство добычи предметов, а также отсутствие в игре настоящего гринда. С другой стороны, ряд изданий отметил в качестве недостатка слишком большое разнообразие предметов, в котором трудно ориентироваться и которое приводит к переполнению инвентаря. Издания Shacknews и GamePro внесли реализацию системы крафта в список достоинств игры, а издания 3DNews и «Мир фантастики» указали крафт в перечне её недостатков, назвав эту механику «занудной» и «навязчивой». Некоторые рецензенты указали на недоработку RPG-элементов игры в целом и выразили мнение, что систему развития персонажа можно было сделать более глубокой.
Негативную оценку от части критиков получила платформерная составляющая игры — когда Элой карабкается по склонам. Лазание по скалам критиковалось за излишнюю простоту, когда игроку достаточно заметить жёлтые камни, и Элой почти автоматически забирается по таким камням. Рецензенты от Electronic Gaming Monthly и Jeuxvideo.com были неудовлетворены тем, что за выступы, не отмеченные жёлтым цветом, схватиться порой невозможно, и очередной прыжок, который казался возможным, может оказаться неудачным.
Игровой процесс, связанный с охотой, собирательством, стрельбой из лука и исследованиями, сравнивался некоторыми рецензентами с серией игр Tomb Raider, платформерная составляющая — с Uncharted. Использование игроком визора для поиска следов во время выполнения заданий и для обнаружения слабых мест у врагов рецензенты сравнивали с ведьмачьим чутьём Геральта — главного героя серии игр о Ведьмаке. По мнению изданий The Daily Telegraph и Kotaku, система выбора вариантов во время диалогов аналогична таковой в играх серии Mass Effect.
Обозреватели по-разному оценивали квесты и внутриигровые активности Horizon Zero Dawn. Некоторые журналисты хвалили задания и активности за проработку, интерес и разнообразие. Другие обозреватели негативно оценивали побочные задания за их неоригинальность, однотипность, частое использование алгоритма «сбегай и убей» и отсутствие серьёзного смыслового содержания. Ряд изданий сравнивал штурм лагерей разбойников и восхождения на длинношеев с аналогичными занятиями в игре Far Cry Primal.
Рецензенты в основном позитивно оценивали управление персонажем в игре, причём как на PlayStation 4 (где оно было охарактеризовано как удобное и отзывчивое), так и на ПК.

## Продажи
Horizon Zero Dawn стала самой продаваемой игрой в Великобритании за первую неделю продаж. Это был самый успешный запуск игры на платформе PS4 со времени Uncharted 4: A Thief’s End и крупнейший дебют среди игр Guerrilla Games. Также Horizon стала самой продаваемой игрой за первую неделю в Австралии. В Японии за первую неделю было продано почти 117 тысяч копий Horizon Zero Dawn, что сделало её второй игрой недели по продажам — после The Legend of Zelda: Breath of the Wild. Также Horizon стала второй самой загружаемой игрой в магазине PlayStation 4 в феврале, уступив только For Honor. За первые две недели после релиза продажи по всему миру превысили 2,6 млн копий, что сделало Horizon Zero Dawn самым быстропродаваемым новым проектом на PS4.
В марте 2017 года Horizon заняла второе место в списке самых продаваемых игр в Великобритании, четвёртое — в США по прибыли, а также возглавила чарт самых загружаемых игр на PlayStation Store. В апреле игра возглавила великобританский чарт. В феврале 2018 года Guerrilla Games сообщила, что продажи игры за год достигли 7,6 млн копий; ещё через год — ко второй годовщине выхода игры — они пересекли отметку в 10 миллионов.
Horizon Zero Dawn оказалась одной из игр, которые Sony решила портировать на ПК, желая повысить свою прибыльность и познакомить игроков с PlayStation. Версия игры для Windows вышла в августе 2020 года. Horizon Zero Dawn: Complete Edition занимала вторую позицию в топе продаж Steam в первую неделю после выхода, уступая только Fall Guys: Ultimate Knockout. За первый месяц продаж количество проданных копий версии игры для Windows составило более 700 тысяч. Согласно заявлениям Sony, по состоянию на март 2022 года ПК-версия Horizon Zero Dawn была продана тиражом 2,39 млн копий, а доход с продажи игры составил более 60 млн долларов.
По состоянию на февраль 2022 года, общее количество проданных копий игры на PlayStation 4 и Windows превысило 20 млн.

## Награды, номинации и рейтинги
Horizon Zero Dawn возглавила ряд рейтингов профильных игровых изданий, а также была номинирована на несколько премий в области искусств и становилась лауреатом некоторых наград как на этапе разработки, так и после её выхода. Игра удостаивалась наград прежде всего за оригинальность концепции, сюжет и технологические достижения; в списки номинаций проект часто включался за актёрскую игру главной героини, за достижения в области визуализации и звука, а также как лучшая игра года. Список премий, лауреатом которых стала Horizon Zero Dawn, и номинаций на них представлен в следующей таблице.
| Мероприятие                                        | Результаты |
| -------------------------------------------------- | --- |
| Game Critics Awards 2015                           | Победа: «Лучшая оригинальная игра» Номинация: «Лучшая игра выставки», «Лучшая консольная игра», «Лучшая игра в жанре Action/Adventure» |
| Game Critics Awards 2016                           | Победа: «Лучшая оригинальная игра» Номинация: «Лучшая игра выставки», «Лучшая консольная игра», «Лучшая игра в жанре Action/Adventure» |
| Gamescom 2016                                      | Победа: «Лучшее превью» |
| Golden Joystick Awards 2016                        | Номинация: «Самая ожидаемая игра» |
| The Game Awards 2016                               | Номинация: «Самая ожидаемая игра» |
| Game Critics Awards 2017                           | Победа: «Лучший сценарий», «Лучшая актёрская работа» (Эшли Бёрч за роль Элой), «Лучшая игра для PlayStation» Номинация: «Лучший визуальный дизайн», «Лучший звук», «Игра года» |
| The Game Awards 2017                               | Номинация: «Игра года», «Лучшая игровая режиссура», «Лучшее повествование», «Лучшая работа художника», «Лучшая актёрская игра» (Эшли Бёрч за роль Элой), «Лучшая игра в жанре Action/Adventure» |
| Премия Гильдии сценаристов США 2018                | Победа: «Лучший сценарий к видеоигре» |
| Энни 2018                                          | Номинация: «Анимация персонажей в видеоигре» |
| D.I.C.E. Awards 2018                               | Победа: «Выдающиеся достижения в сюжете», «Выдающиеся технические достижения» Номинация: «Выдающиеся достижения в анимации», «Выдающиеся художественные достижения», «Выдающийся персонаж» (Элой), «Выдающиеся достижения в написании оригинального саундтрека», «Приключенческая игра года», «Выдающиеся достижения в геймдизайне», «Выдающиеся достижения в области режиссуры», «Игра года» |
| Game Developers Choice Awards 2018                 | Победа: «Лучшие технологии» Номинация: «Лучший звук», «Лучший дизайн», «Лучшее повествование», «Лучший визуальный стиль», «Игра года» |
| Премия NAVGTR 2017                                 | Победа: «Анимация, техническая», «Игровой дизайн, новая интеллектуальная собственность», «Игровая инженерия», «Оригинальная игра в жанре Action», «Графика, техническая», «Инновации в игровых технологиях», «Оригинальный драматический саундтрек, новая интеллектуальная собственность» Номинация: «Арт-режиссура, влияние эпохи», «Дизайн персонажей», «Точность управления», «Режиссура в игровой кинематографии», «Игра года», «Освещение и текстуры», «Исполнение в драме, главная роль» (Эшли Бёрч в роли Элой), «Звуковые эффекты», «Использование звука, новая интеллектуальная собственность», «Сценарий в драме» |
| Премия Британской Академии в области видеоигр 2018 | Победа: «Лучшая оригинальная игра» Номинация: «Награда за художественные достижения», «Награда за достижения в области звука», «Лучшая игра», «Лучший дизайн», «Лучшая музыка», «Лучшее повествование», «Лучшая актёрская игра» (Эшли Бёрч за роль Элой) |
| SXSW Gaming Awards 2018                            | Победа: «Достижения в области визуализации», «Наиболее многообещающая новая интеллектуальная собственность» Номинация: «Достижения в области геймплея», «Достижения в области анимации», «Достижения в области дизайна», «Игра года» |
| Премия Айвора Новелло 2018                         | Победа: «Лучший оригинальный саундтрек к видеоигре» |
| Steam Awards 2020                                  | Номинация: «Лучшая игра с выдающимся сюжетом» |

## Наследие

### Сиквел и спин-оффы
18 февраля 2022 года студия Guerrilla Games выпустила сиквел игры — Horizon Forbidden West, продолжающий приключения Элой. По сюжету сиквела, главная героиня отправляется на Запретный Запад, чтобы спасти жизнь на планете от вымирания. Она пытается раскрыть новые секреты прошлого и восстановить порядок и равновесие в мире, опережая при этом нового врага, который кажется непобедимым. Игровой процесс Horizon Forbidden West, происходящий в новых локациях открытого мира, по-прежнему основан на сражениях против роботизированных животных, на исследовании мира и на выполнении основных и побочных квестов, однако многие аспекты игровых механик и игрового мира были улучшены и дополнены. Сиквел получил в основном положительные отзывы прессы: визуализация игрового мира и технологический уровень игры вновь удостоились восторженных оценок, сражения с машинами были названы такими же интересными, как и прежде, а многим обозревателям понравилась сюжетная проработка побочных квестов, которая, по их мнению, улучшилась по сравнению с Horizon Zero Dawn. В качестве недостатков многими обозревателями указывалось большое количество технических ошибок в игре накануне релиза на PlayStation, а также неудачная реализация скалолазания. Для сиквела было выпущено дополнение — Horizon Forbidden West: Burning Shores.
В феврале 2023 года вышел спин-офф игры — Horizon Call of the Mountain. Эта игра была разработана эксклюзивно для шлема виртуальной реальности PlayStation VR2 и была выпущена одновременно с началом продаж этого устройства. Главным героем Horizon Call of the Mountain стал новый персонаж — бывший воин Карха Тьмы Риас, который по сюжету надеется искупить свою вину перед Домом Солнца, расследуя серьёзную угрозу Дому. Игровой процесс Horizon Call of the Mountain, рассчитанный на несколько часов, включает в себя скалолазание и поединки против машин в виртуальной реальности. Игровая пресса встретила проект преимущественно положительно, высоко оценив качество графики, внимание к деталям, тактильную отдачу от натяжения тетивы лука, и назвала игру хорошей демонстрацией возможностей PlayStation VR2. Критике от различных изданий подвергались различные детали, такие как сюжет, неудобное управление, реализация механик скалолазания и излишняя простота игрового процесса.
В ноябре 2024 года по предложению компании Lego Group Guerrilla Games и Studio Gobo выпустили ещё один спин-офф — Lego Horizon Adventures, который переносит сюжет Horizon Zero Dawn в сеттинг Lego, пересказывая его в оптимистичной и подходящей для детей и семейной аудитории манере, приуменьшая апокалиптический характер истории и делая упор на посылы об окружающей среде и на взаимоотношения Элой с её семьёй и друзьями. Lego Horizon Adventures получила смешанные отзывы прессы.
В мае 2023 года Guerrilla Games опубликовали статистику продаж игр франшизы Horizon, которые, по данным студии, достигли 32,7 млн копий игр по состоянию на 16 апреля 2023 года.

### Сопутствующая продукция
В 2020 году великобританское издательство комиксов Titan Comics выпустило графический роман «Horizon Zero Dawn. Ястреб Солнца» (англ. Horizon Zero Dawn: Sunhawk) в пяти выпусках. Сценаристом произведения стала Энн Тул, принимавшая участие в работе над сценарием Horizon Zero Dawn. Действие комикса происходит после завершения Horizon Zero Dawn и до начала Horizon Forbidden West; сюжет посвящён приключениям Таланы — второстепенного персонажа Horizon Zero Dawn. С 2021 года теми же авторами выпускался второй комикс — «Horizon Zero Dawn. Освобождение» (англ. Horizon Zero Dawn: Liberation). Он раскрывает подробности освобождения Меридиана от предыдущего Короля-Солнца и смерти сестры Эренда Эрзы. События описываются Эрендом, когда он и Элой во время действия игры Horizon Zero Dawn охотятся на Дервала. На русском языке оба комикса были выпущены российским издательством «АСТ» в 2021 и 2022 году соответственно. В 2020 году также вышла официальная настольная игра Horizon Zero Dawn: The Board Game, созданная великобританской компанией Steamforged Games. Смысл игры заключается в развитии охотничьего отряда и охоте на машины с помощью него. Игроки должны отслеживать и атаковать роботов, которые являются миниатюрными фигурками-моделями самих себя из игры Horizon Zero Dawn.
Южнокорейское СМИ в ноябре 2022 года сообщило, что Sony заключила соглашение с южнокорейской компанией NCSoft для разработки массовой многопользовательской онлайн-игры по мотивам Horizon. При этом сама NCSoft отказалась подтверждать «информацию о неопубликованных проектах, которые в настоящее время находятся в стадии разработки».
С 2022 по 2024 год велись работы по киноадаптации Horizon Zero Dawn в форме телевизионного сериала для Netflix, однако проект был остановлен на ранней стадии производства из-за обвинений в адрес шоураннера Стива Блэкмана в создании «токсичной рабочей атмосферы» на съёмочной площадке его другого проекта — сериала «Академия Амбрелла». В январе 2025 года компания Sony анонсировала полнометражный фильм по игре, который будет сниматься студиями Columbia Pictures и PlayStation Productions.

### Комментарии
1. ↑  В официальной русской локализации игры Horizon Zero Dawn внутриигровое понятие Zero Dawn переводится как «Новый рассвет»[6].
2. ↑  На фото изображены здания с 565 по 583 по улице Herengracht. Согласно официальному сайту Guerrilla Games в версии за 2015 год, адрес их прежнего офиса — Herengracht 601.
3. ↑  Вручалась в 2018 году.